# Kamlejka

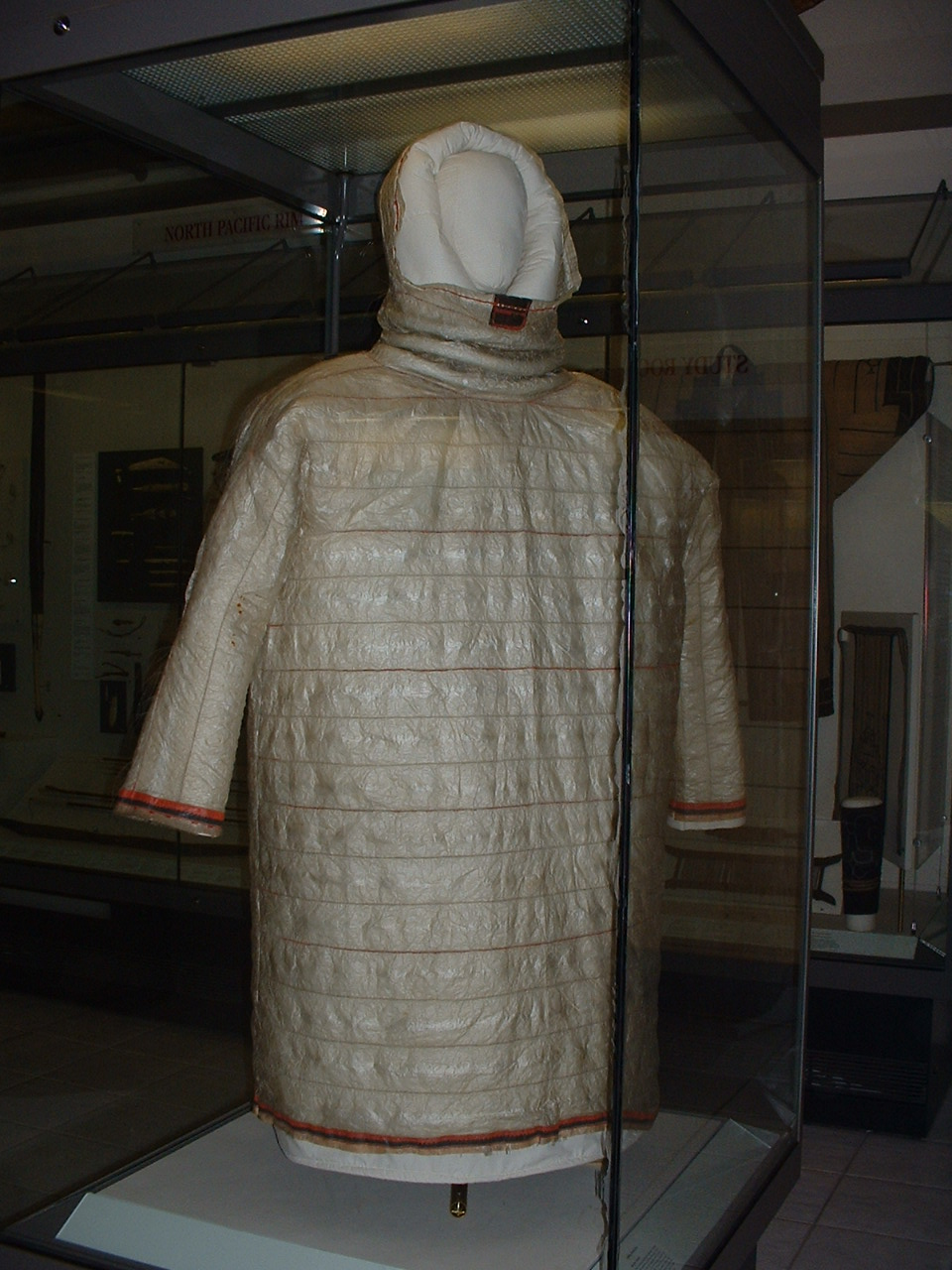
aleutská kamlejka

Kamlejka je tradiční aleutský svrchní oděv ušitý z vodorovných pruhů střev mořských savců opatřený kapucí a rukávy, které se stahují pomocí šňůrek ze šlach. Podobný oděv je častý u původních obyvatel polárních přímořských oblastí Severní Ameriky (Eskymáci) a Asie (Čukčové). Je velmi lehká, pevná a především nepromokavá. Aleuti je nosili na kožešinových oblecích na ochranu proti dešti či větru. I přesto, že střeva používaná na výrobu kamlejky byla poměrně odolná, po delší době používání se ničila. Aleutští muži, kteří nosili kamlejky skoro každý den, proto za rok mohli vystřídat až 3 kamlejky.
Kamlejky určené pro slavnostní příležitosti byly zdobené různými pírky či nabarvenými lachtaními vousy, límec a lemy měly zdobené páskami barevné kůže. Takovéto kamlejky byly nesmírně ceněné, byly znakem vysokého postavení a ve společnosti a dobrým zbožím pro obchodování. Slavnostní kamlejky dostávali jako dar od Aleutů ruští kupci, kteří si je cenili pro jejich krásu a užitečnost.